# Arlenis Sierra
Arlenis Sierra Cañadilla (* 7. Dezember 1992 in Manzanillo) ist eine kubanische Radrennfahrerin, die auf der Bahn und Straße erfolgreich ist.

## Sportliche Laufbahn
Bis einschließlich 2022 wurde Arlenis Sierra fünf Mal panamerikanische Meisterin, 2013, 2014, 2018 und 2022 im Straßenrennen sowie ebenfalls 2013 in der Mannschaftsverfolgung. Bei den Bahnweltmeisterschaften 2016 gewann sie die Bronzemedaille im Punktefahren. Mehrfach gewann sie Medaillen bei Zentralamerika- und Karibikspielen.
2016 wurde Arlenis Sierra für die Olympischen Spiele in Rio de Janeiro nominiert. Gemeinsam mit Lisandra Guerra und Marlies Mejías bereitete sie sich im Centre Mondial Cyclisme des Weltradsportverbandes UCI im schweizerischen Aigle auf ihre Teilnahme vor. Sie belegte im Straßenrennen den 28. Platz. Im selben Jahr errang sie weitere Erfolge, etwa mit dem Sieg bei der Tour de Bretagne Féminin und bei der Vuelta Internacional Femenina a Costa Rica.
2018 gewann Sierra Gold bei den Zentralamerika- und Karibikspielen im Einzelzeitfahren, eine Etappe der Tour Cycliste Féminin International de l’Ardèche sowie die Gesamtwertung der Tour of Guangxi. Anfang 2019 siegte sie beim Cadel Evans Great Ocean Road Race. Im August des Jahres siegte sie zum zweiten Mal bei Panamerikanischen Spielen im Straßenrennen der Elite-Frauen, und sie gewann den Giro della Toscana Femminile. 2020 entschied sie eine Etappe der Herald Sun Tour für sich; 2021 gewann sie unter anderen den Giro della Toscana Femminile. Sie startete bei den Olympischen Sommerspielen in Tokio und wurde 34. im Straßenrennen.
Zur Saison 2022 wechselte Sierra zum Team Movistar und war damit erstmals bei einem UCI Women’s WorldTeam unter Vertrag. Im Frühjahr des Jahres wurde sie panamerikanische Straßenmeisterin und entschied die Vuelta Ciclista Andalucía Elite Women für sich. Im Sommer fuhr sie die Tour de France Femmes 2022 und trug mit zum Sieg von Annemiek van Vleuten bei; im Herbst wurde sie Sechste der Weltmeisterschaften und gewann eine Etappe der Tour de Romandie Féminin. 2023 und 2024 trat sie nach drei Jahren Pause wieder bei den kubanischen Landesmeisterschaften an und schaffte das Double bei Straßenrennen und Einzelzeitfahren. 2024 gewann sie erneut eine Etappe der Vuelta Andalucía und vertrat Kuba zum dritten Mal im olympischen Straßenrennen mit einem 48. Platz.

## Erfolge

### Bahn
2009
- Panamerikameisterschaft (Junioren) – Einerverfolgung, Punktefahren, Scratch

2011
- Panamerikameisterschaft – Punktefahren

2013
- Panamerikameisterschaft – Mannschaftsverfolgung (mit Yudelmis Dominguez und Marlies Mejías)

2014
- Zentralamerika- und Karibikspiele – Mannschaftsverfolgung (mit Marlies Mejías, Yudelmis Dominguez und Yumari González)
- Zentralamerika- und Karibikspiele – Scratch
- Panamerikameisterin – Scratch
- Panamerikameisterschaften – Punktefahren

2015
- Bahnrad-Weltcup in Cali – Scratch
- Panamerikameisterschaft – Scratch, Punktefahren

2016
- Bahnradsport-Weltmeisterschaften 2016 – Punktefahren
- Panamerikameisterschaft – Punktefahren
- Panamerikameisterschaft – Scratch

2017
- Panamerikameisterschaft – Mannschaftsverfolgung (mit Marlies Mejías, Mailin Sanchez und Yeima Torres)

2018
- Zentralamerika- und Karibikspiele – Zweier-Mannschaftsfahren (mit Yudelmis Dominguez), Mannschaftsverfolgung (mit Yudelmis Dominguez, Marlies Mejías und Maylin Sanchez)
- Zentralamerika- und Karibikspiele – Einerverfolgung
- Zentralamerika- und Karibikspiele – Punktefahren

2019
- Panamerikaspiele – Omnium

### Straße
2009
- Junioren-Panamerikameisterschaft – Einzelzeitfahren

2011
- Panamerikaspielesiegerin – Straßenrennen

2013
- Panamerikameisterin – Straßenrennen

2014
- Panamerikameisterin – Straßenrennen
- eine Etappe Tour de San Luis
- Kubanische Meisterin – Straßenrennen

2015
- Kubanische Meisterin – Straßenrennen

2016
- Panamerikameisterschaft – Straßenrennen
- Gesamtwertung und zwei Etappen Tour de Bretagne Féminin
- Gesamtwertung und zwei Etappen Vuelta Internacional Femenina a Costa Rica
- eine Etappe Tour de San Luis
- Kubanische Meisterin – Straßenrennen

2017
- eine Etappe Setmana Ciclista Valenciana
- Prolog und zwei Etappen Vuelta Internacional Femenina a Costa Rica

2018
- Panamerikameisterin – Straßenrennen
- eine Etappe Kalifornien-Rundfahrt
- Zentralamerika- und Karibikspiele – Einzelzeitfahren
- eine Etappe Tour Cycliste Féminin International de l’Ardèche
- Gesamtwertung Tour of Guangxi

2019
- Cadel Evans Great Ocean Road Race
- vier Etappen Vuelta femenina a Guatemala
- Kubanische Meisterin – Straßenrennen, Einzelzeitfahren
- Panamerikaspielesiegerin – Straßenrennen
- Gesamtwertung, Prolog und Punktewertung Giro della Toscana Femminile

2020
- eine Etappe und Punktewertung Herald Sun Tour

2021
- Navarra Women’s Elite Classic
- Gesamtwertung, Prolog, eine Etappe und Punktewertung Giro della Toscana Femminile
- eine Etappe Tour Cycliste Féminin International de l’Ardèche
- Tre Valli Varesine Women’s Race

2022
- Panamerikameisterin – Straßenrennen
- Gesamtwertung, drei Etappen und Punktewertung Vuelta Ciclista Andalucía Elite Women
- eine Etappe Tour de Romandie

2023
- Zentralamerika- und Karibikspiele-Siegerin – Straßenrennen, Einzelzeitfahren
- Panamerikaspiele – Einzelzeitfahren
- Kubanische Meisterin – Straßenrennen, Einzelzeitfahren

2024
- eine Etappe Vuelta Andalucía
- Kubanische Meisterin – Straßenrennen, Einzelzeitfahren